# Suzanne Farrell
Suzanne Farrell (6 augustus 1945) is een vooraanstaande Amerikaans ballerina en oprichtster van het Suzanne Farrell Ballet aan het Kennedy Center in Washington D.C. Zij was een muze van de Russische choreograaf George Balanchine.
Farrell startte haar dansopleiding aan het conservatorium van Cincinnati. In 1959 kreeg zij een beurs van de Ford Foundation om in 1960 aan de School of American Ballet te gaan studeren. Vanaf 1961 maakte Farrell deel uit van het corps de ballet van het New York City Ballet en al snel kreeg zij haar eerste solorollen die gaandeweg speciaal voor haar werden geschreven. Vanaf 1965 werd ze prima ballerina. George Balanchine werd verliefd op Farrell en gaf haar de rol van Dulcinea in zijn ballet Don Quichotte.
Farrell wilde geen relatie aangaan met de getrouwde Balanchine. In 1969 trouwde ze met danser Paul Meija waarna de banden met Balanchine werden verbroken. In 1970 vertrokken Farrell en Meija bij het New York City Ballet om in Europa onder meer bij het gezelschap van Maurice Béjart te gaan dansen. In 1975 keerde Farrell terug bij Balanchine en het New York City Ballet. Zijn laatste werken waren voor Farrell geschreven solovoorstellingen.
Na 28 jaar als actieve danser gewerkt te hebben stopte Farrell in 1989. Ze richtte later haar eigen gezelschap op.
1. ↑  https://www.loc.gov/about/awards-and-honors/living-legends/suzanne-farrell/.
2. ↑  https://www.infoplease.com/arts-entertainment/performing-arts-awards/capezio-dance-awards; geraadpleegd op: 23 mei 2019.
3. ↑  https://www.harvard.edu/on-campus/commencement/honorary-degrees; geraadpleegd op: 23 mei 2019.